# 华丝竹
华丝竹（学名：Pleioblastus intermedius）为禾本科大明竹属下的一个种。

## 扩展阅读
- 維基物種上的相關：华丝竹